# Tvärlinjerat jordfly
Tvärlinjerat jordfly, Xestia sexstrigata, är en fjärilsart som beskrevs av Adrian Hardy Haworth 1809. Tvärlinjerat jordfly ingår i släktet Xestia och familjen nattflyn, Noctuidae. Arten har livskraftiga, LC, populationer i både Sverige och Finland. Inga underarter finns listade i Catalogue of Life.

## Bildgalleri

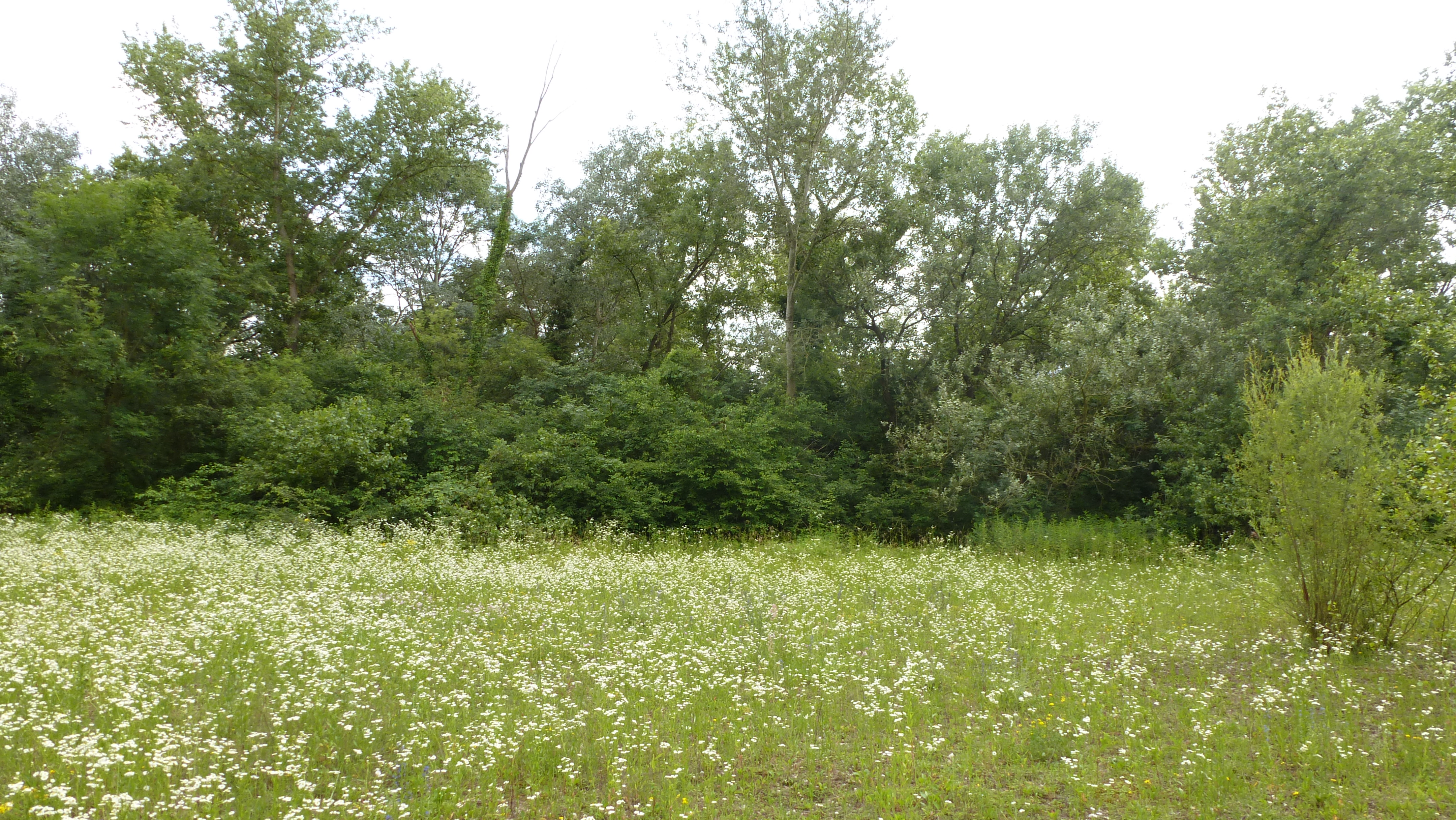
Typisk miljö för arten
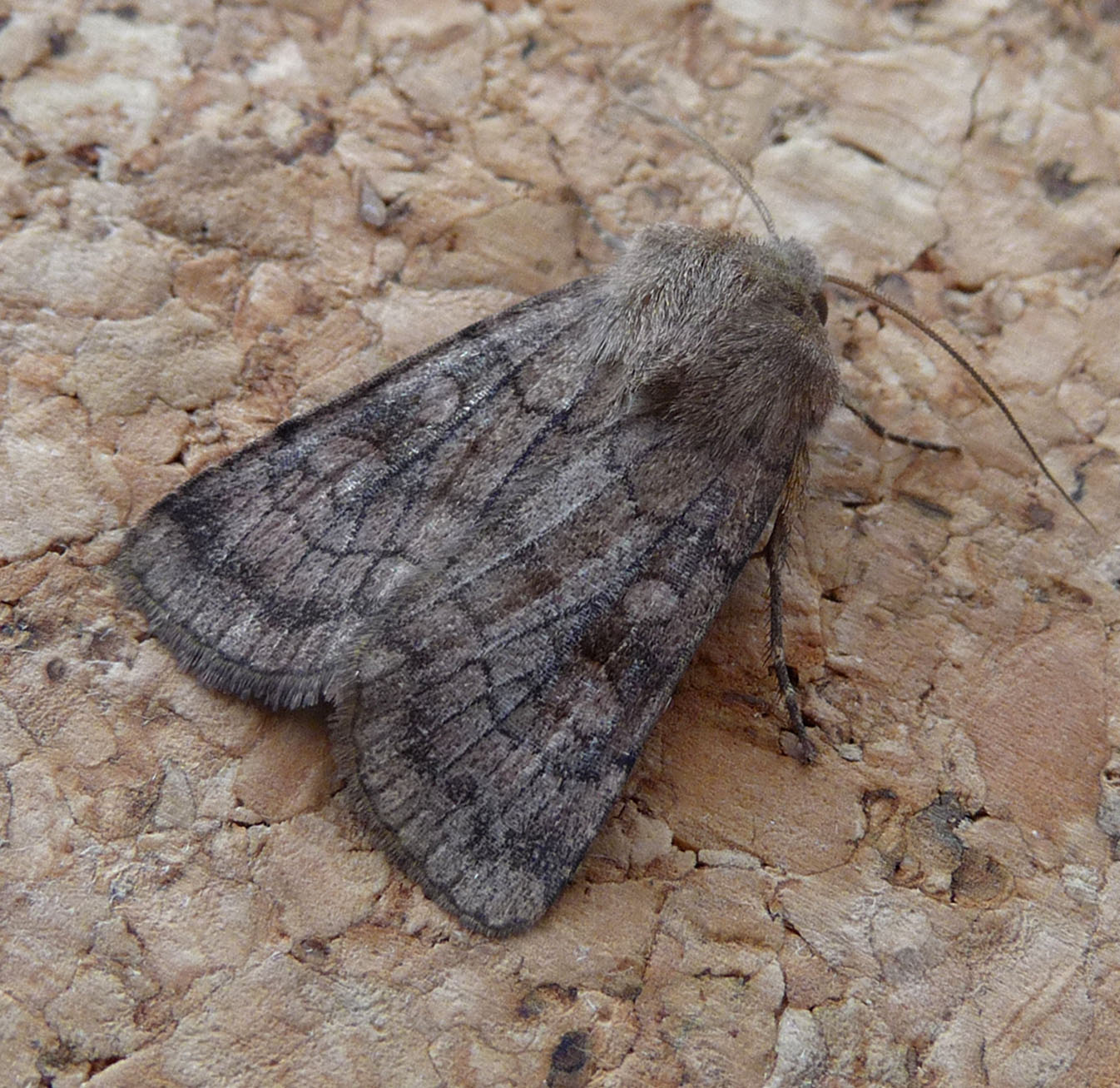
Imago fjäril
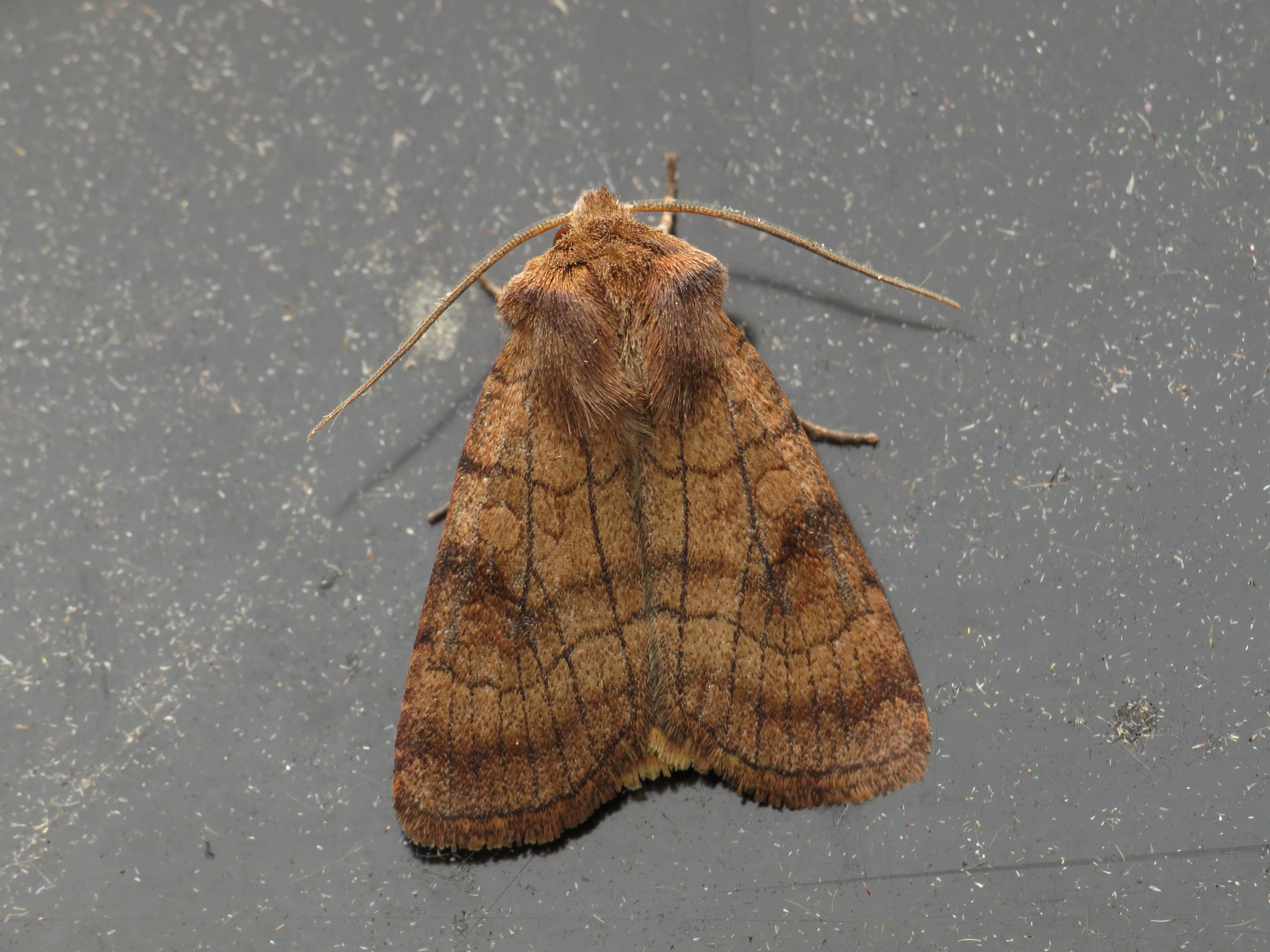
Imago fjäril